# Uragano Harvey
L'uragano Harvey è stato un uragano atlantico che ha colpito vaste aree del sud-est del Texas e della Louisiana ed è stato l'uragano di maggior rilevanza a colpire gli Stati Uniti fin dai tempi dell'uragano Wilma. Per circa quattro giorni, l'uragano ha provocato ingenti danni generati da 1.000 mm di pioggia nelle aree maggiormente colpite. Con i suoi picchi di precipitazione che sono arrivati a toccare i 1.318 mm di pioggia, quest'uragano venne classificato come il più umido tra quelli che hanno colpito il suolo americano. I danni causati dalla tempesta hanno provocato numerose inondazioni che si sono abbattute su migliaia di case, oltre che il salvataggio di oltre 30.000 persone.
È stata l'ottava tempesta di nome e l'uragano di maggior intensità mai registrato nella stagione degli uragani del 2017 fino all'arrivo degli uragani Irma e Maria, quest'ultimo il più disastroso per numero di vittime. L'uragano si è venuto a formare da una serie di onde tropicali provenienti dalle Piccole Antille, raggiungendo lo stato di tempesta tropicale il 17 agosto. Nei giorni a seguire il fenomeno si è spostato su altre zone quali le isole Sopravento Meridionali e a sud di Barbados, per poi passare vicino a Saint Vincent. Una volta raggiunto il Mar dei Caraibi, la tempesta ha cominciato a indebolirsi col passaggio di venti deboli e moderati e il 19 agosto degenerò in onda tropicale a nord della Colombia. Ha poi continuato la sua rotta verso la penisola dello Yucatán il 23 agosto. Dunque, l'uragano ha ricominciato ad intensificarsi rapidamente il giorno successivo, riconquistando lo status di tempesta tropicale fino a mutarsi definitivamente in uragano. Il 25 agosto l'uragano ha raggiunto lo stadio di intensificazione divenendo uragano di categoria 4, fino a raggiungere la città texana di Rockport. 
Al concludersi della tempesta sono stati registrati in totale 107 morti, di cui uno in Guyana. Il fenomeno è stato definito dal direttore dell'Ente federale per la gestione delle emergenze Brock Long come il più disastroso nella storia del Texas. Attualmente i danni ammontano dai 10 ai 160 miliardi di dollari, con gran parte delle perdite sostenute da proprietari di immobili non assicurati.

## Storia della tempesta

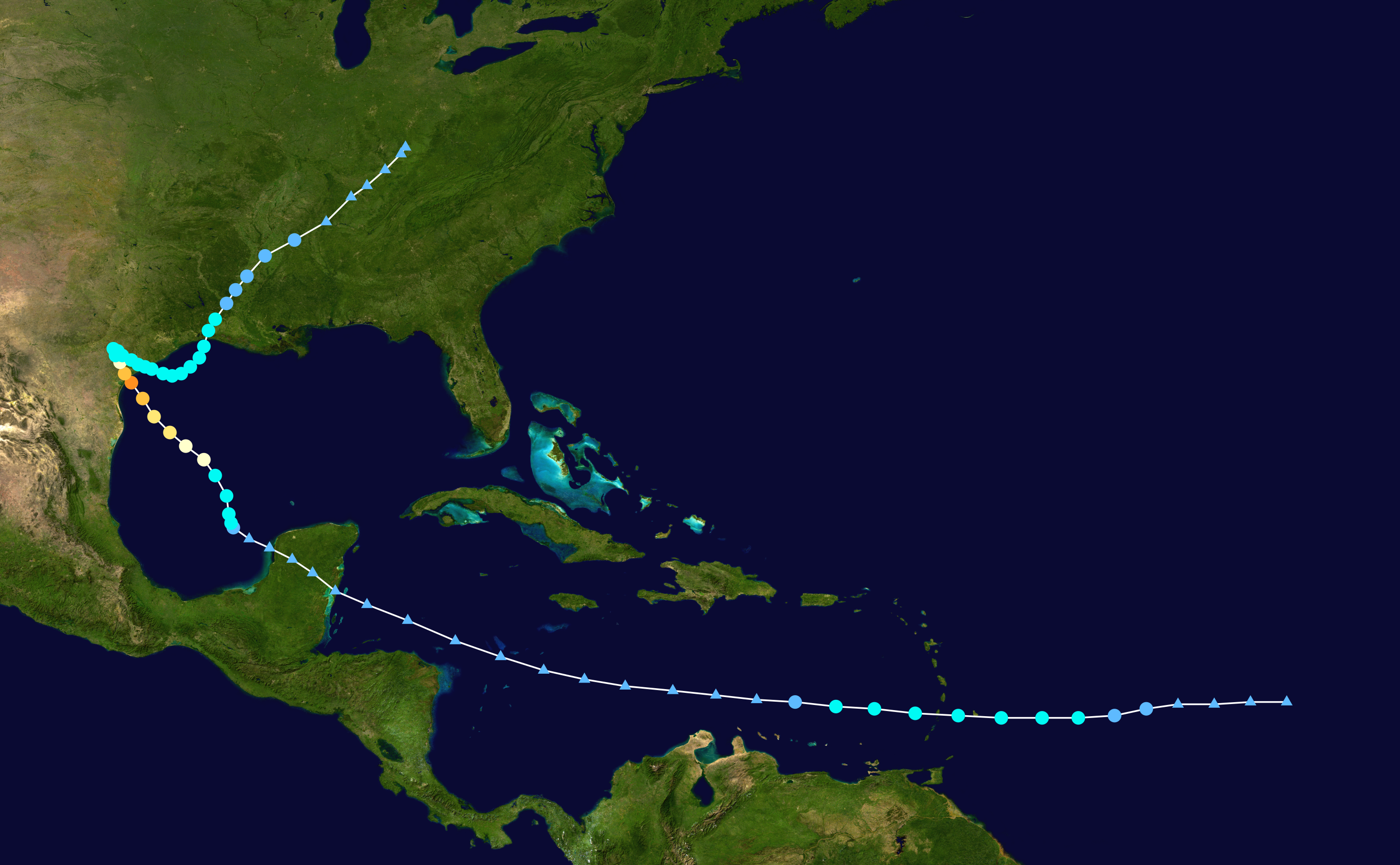
Il percorso dell'uragano Harvey

Il 13 agosto 2017 il National Hurricane Center ha iniziato a monitorare un'onda tropicale sulla costa occidentale dell'Africa. Tra le condizioni ambientali si prevedeva che l'onda si unisse ad un'ampia area di bassa pressione a sud-ovest di Capo Verde. Invece questi due fenomeni atmosferici si mantennero distanti, con l'area di bassa pressione che procedeva verso ovest e l'onda che si muoveva più a nord. Il 17 agosto l'attività temporalesca ha cominciato a dare segni di intensificazione, mentre il satellite ha captato un'enorme forma circolare di basso livello. In quanto tale, il National Hurricane Center ha avviato le proprie avvertenze su un potenziale ciclone tropicale.
Dopo la sua designazione, il ciclone si mosse rapidamente verso ovest sul Mar dei Caraibi sotto l'influenza di un crinale espanso di alta pressione al suo nord. Una serie di venti moderati però impediva di stabilire quanto fosse intensa la tempesta, con modelli di previsione globali che suggerivano la dissipazione dell'uragano nei Caraibi centrali, mentre i modelli statistici suggerivano che il potenziale di Harvey fosse vicino alla forza dei fenomeni atmosferici dei giorni successivi. Il giorno seguente, la tempesta cambiò di poco la sua struttura, rimanendo scarsamente distribuita su tutto il bordo orientale del continente americano. Nelle prime ore del 20 agosto, basandosi su alcuni dati provenienti da un aeromobile di ricognizione, è stato annunciato l'avvento di un'onda tropicale che si sarebbe degenerata in uragano. Sebbene gli effetti dei venti forti di alto livello e dell'aria secca avessero limitato lo sviluppo a breve termine, si prevedeva che le condizioni sarebbero più favorevoli alle condizioni tropicali e alle condizioni dell'uragano nel momento esatto in cui il fenomeno si è addentrato a nord-ovest del Mar dei Caraibi, soprattutto nella baia di Campeche. Qualche ora più tardi, la tempesta si avvicinò alla penisola dello Yucatán, e il 24 agosto il NHC ha ufficializzato il raggiungimento dell'intensità tropicale della tempesta sulle coste del sud degli Stati Uniti. 

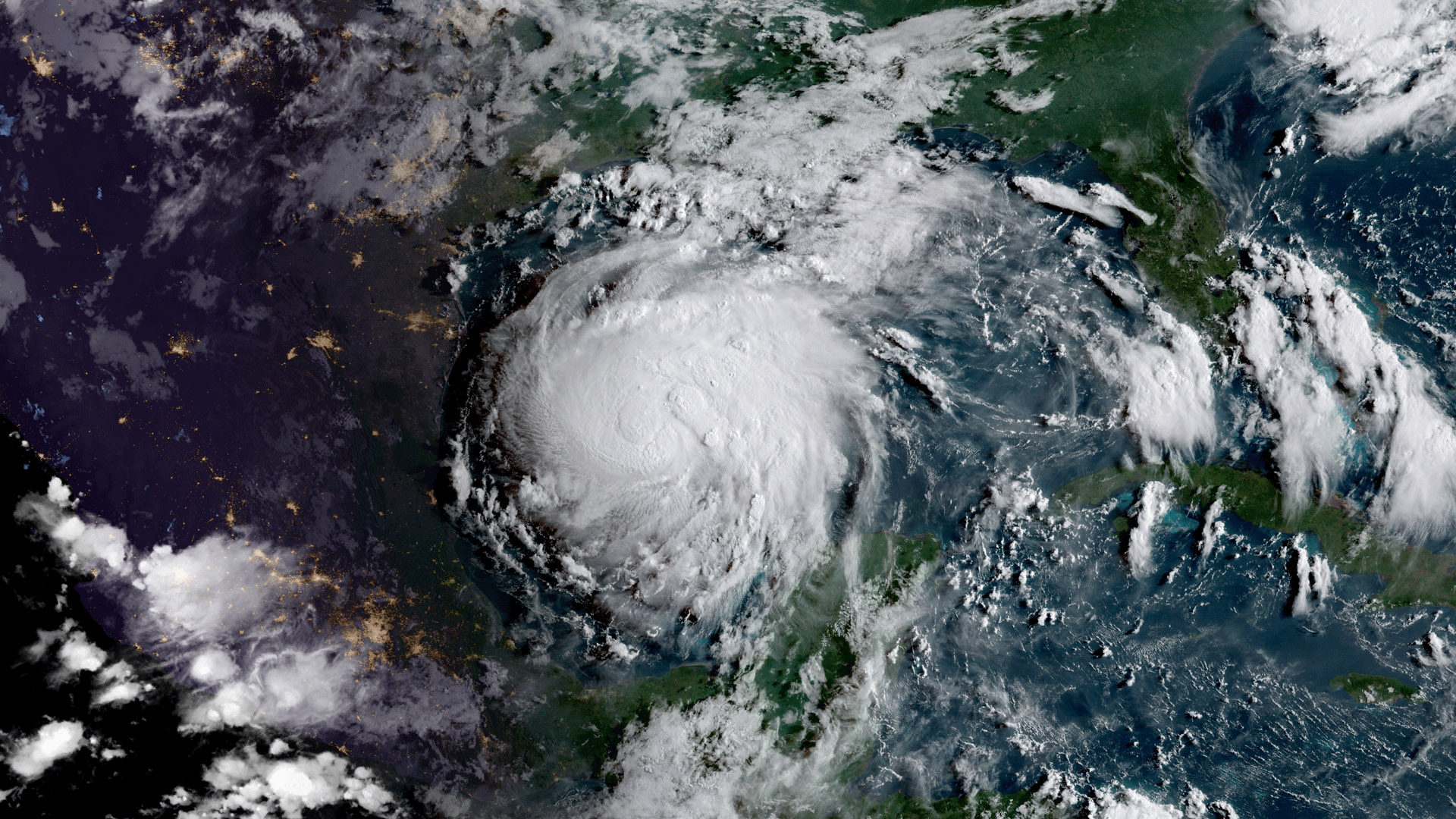
Harvey mentre muta in uragano il 24 agosto

Quella stessa mattina, Harvey cominciò a subire una rapida intensificazione dei suoi effetti e la pressione calò drasticamente. In seguito, la leggera ondata di aria secca ha rallentato il processo di intensificazione, ma il giorno successivo Harvey ha ricominciato ad intensificarsi sempre di più fino a divenire definitivamente un uragano verso le ore 19:00. Intorno alle 3:00 di notte del 26 agosto l'uragano ha colpito con tutta la sua potenza la città di Rockport, in Texas, con venti di 215 km/h e una pressione atmosferica di 938 mbar. Oltre ad essere l'uragano più potente dai tempi di Wilma nel 2005, Harvey è stato considerato anche il primo uragano nella storia a colpire il suolo texano. L'ultimo a farlo era stato Ike nel 2008. Dopo aver colpito tutto il sud-est del Texas, l'uragano si è spostato sulla baia di Copano ed è sbarcato nuovamente in Texas a nord di Holiday Beach.

## Preparativi

### Caraibi e America Latina

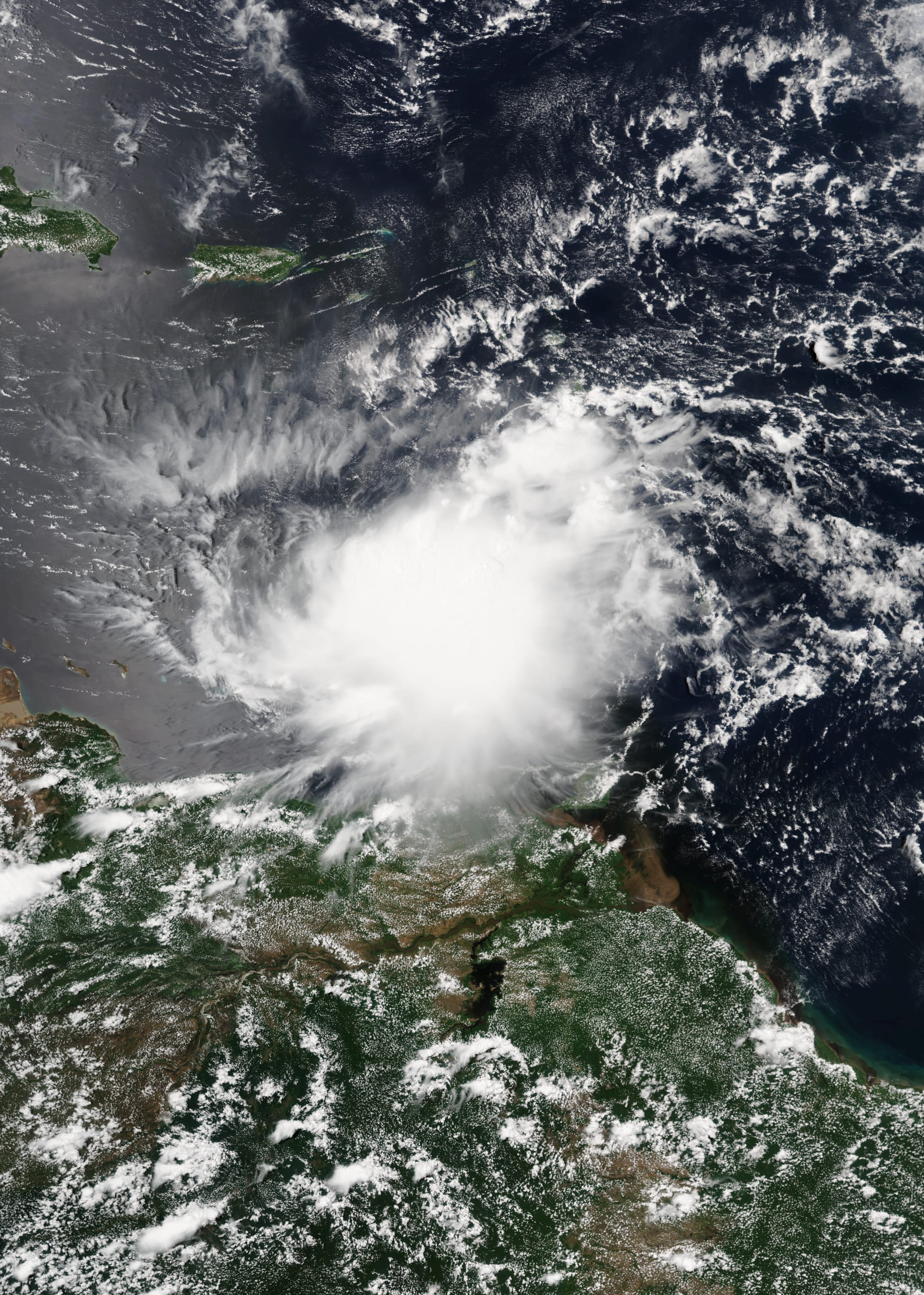
La tempesta tropicale mentre colpisce ad est del Mar dei Caraibi il 18 agosto

Già a partire dal 17 agosto, era stato annunciato che Harvey avrebbe colpito le Isole Sopravento Meridionali, sei ore prima che l'uragano stesso si formasse. Nel frattempo, a Barbados, Martinique, Saint Lucia, Saint Vincent e Grenadine era stato annunciato l'arrivo della tempesta e tutte le misure allarmistiche e di sicurezza sono state interrotte fino al giorno successivo, quando la tempesta si stava dirigendo verso i Caraibi. 
Erano stati previsti oltre 200 mm di pioggia lungo la costa, mentre nelle aree interne precipitazioni fino a 70-80 mm. Mentre l'uragano si avvicinava al Messico, il segretario per la protezione civile dello Stato di Campeche emise un allarme blu, accusando un pericolo minore. Nel momento in cui Harvey si stava intensificando, il governo messicano ha rilasciato una dichiarazione in cui si affermò che una tempesta avrebbe colpito Tamaulipas da Boca De Catan fino alla foce del Rio Grande.

### Texas
Secondo il NHC, la tempesta avrebbe colpito anche nelle zone da Port Mansfield fino alla foce del Rio Grande. Altre città come Port O'Connor e Sargent sono state coinvolte nella tempesta dopo l'annuncio dell'estensione di Harvey su tutta la parte orientale del Texas. Verso le 15:00 del 28 agosto, Harvey ha cominciato a sfiorare il golfo del Messico per poi dirigersi verso la zona di High Island e procedere verso nord.
Il governatore del Texas Greg Abbott ha dichiarato lo stato d'emergenza per 30 contee, mentre alcune evacuazioni obbligatorie sono state sancite nelle contee di Jackson, Calhoun, Brazoria, Refugio, San Patricio e Victoria. Il 26 agosto lo stesso Abbott ha aggiunto altre 20 contee tra quelle a rischio tempesta.

### Louisiana
In Louisiana il governatore John Bel Edwards ha dichiarato lo stato d'emergenza in tutto lo Stato; anche qui sono state ordinate delle evacuazioni obbligatorie in alcune città. La Guardia Nazionale della Louisiana ha preparato circa 500.000 sacche di sabbia, barche di emergenza e veicoli di salvataggio ad alta resistenza in caso di inondazione. A New Orleans ci furono molte preoccupazioni da parte dei cittadini circa il fatto che il sistema di drenaggio della città potesse gestire un forte coinvolgimento sulle piogge, mentre solo 105 delle 120 pompe ad acqua erano in funzione e alcune turbine di potenza erano fuori servizio.
Le scuole pubbliche della città, oltre a sei università e una scuola medica, sono state chiuse il 29 agosto. Mentre Harvey cominciò a riapparire nel golfo del Messico il 28 agosto, l'uragano si è esteso verso est nella comunità di Cameron alle 12:00.